# Río Piedras (Puerto Rico)
Río Piedras es una antigua municipalidad de Puerto Rico.  En 1695 arribaron a la isla 20 familias Canarias procedentes de Tenerife, conducidas por el nuevo Gobernador. Juan Fernández Franco de Medina fundado allí en 1714 lo que sería el pueblo de Riopiedras y con existencia jurídica independiente hasta 1951, año en que fue incorporado al Area Metropolitana de San Juan. 
Río Piedras es la sede del campus principal de la Universidad de Puerto Rico, fundada en 1903 y reconocida como la primera institución de educación universitaria pública en Puerto Rico. También alberga el Jardín Botánico de la Universidad  de Puerto Rico, un valioso santuario ecológico e histórico en las afueras de la ciudad.

## Historia

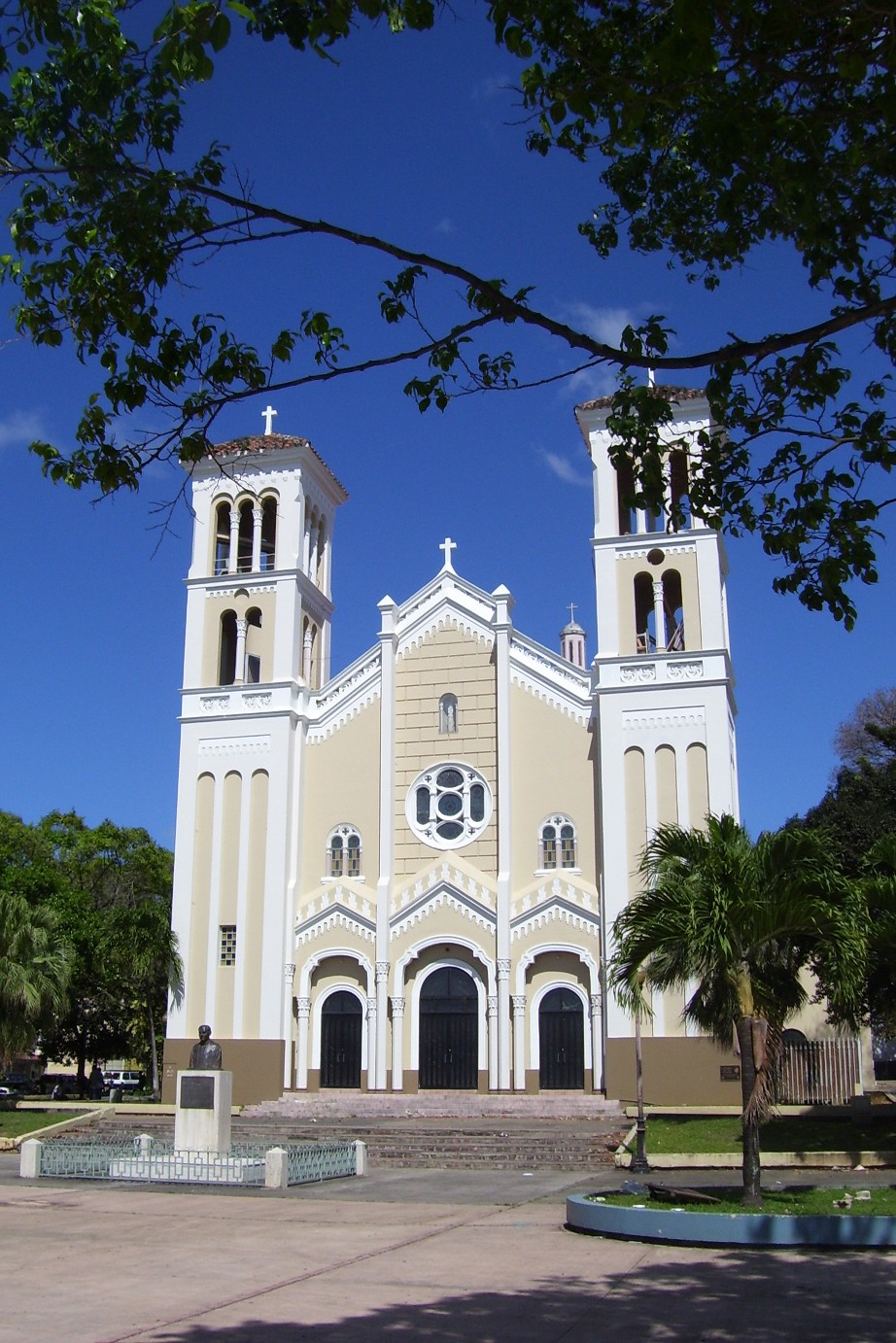
Iglesia Nuestra Señora del Pilar, Centro Urbano, Río Piedras

Los orígenes de Río Piedras se remontan a 1714 cuando un asentamiento a orillas del río Piedras fue reconocido por el gobernador Juan de Rivera. Originalmente conocida como El Roble, con el tiempo adoptó el nombre del río que cruzaba su territorio (Río Piedras).
Durante el siglo diecinueve, la mayoría de su territorio fue utilizado para la cría de ganado y para propósitos agrícolas. La caña de azúcar, el algodón y el café, fueron algunos de los cultivos producidos durante esta época en el municipio.
El 12 de mayo de 1903 la Universidad de Puerto Rico se fundó en Río Piedras. La universidad fue una parte vital del desarrollo de Río Piedras, tanto en materia de vivienda como económicamente, ganando la ciudad el nombre popular de Ciudad Universitaria.  Actualmente, el Recinto de Río Piedras es reconocido como el campus principal en el sistema de la Universidad de Puerto Rico. 
El primer alcalde de Río Piedras fue Juan de la Cruz en 1814. El último alcalde de la municipalidad de Río Piedras fue Ángeles Méndez de López Corver.

### Anexión a San Juan
Río Piedras fue anexada al municipio de San Juan en virtud de un referéndum celebrado el 4 de junio de 1951. En tal referéndum participó el electorado de los municipios de San Juan y Río Piedras, recibiendo un total de 45 158 (64,0 %) votos a favor de la anexión y 25 359 (36,0 %) en contra. El municipio pasó a formar parte de la ciudad capital de San Juan el 1 de julio de 1951, después de la aprobación del Proyecto 177 del Cámara de Representantes de Puerto Rico. Por ello, el territorio de San Juan aumentó a cuatro veces su tamaño anterior.

## Geografía
La región es predominantemente llano, debido a su ubicación en las planicies costeras del norte de la isla. Las regiones más altas se encuentran en el sur, principalmente en los barrios Caimito y Cupey. El río Piedras que da nombre a la zona atraviesa la región, y la cuenca hidrográfica del río Piedras dan la línea divisoria del territorio.
Veintisiete (27) arroyos (quebradas) alcanzan la cuenca del río Piedras, una cuenca altamente urbanizada en el Área Metropolitana de San Juan de Puerto Rico, y según la Agencia de Protección Ambiental de los Estados Unidos y por el Servicio de Conservación de Recursos Naturales del Departamento de Agricultura de los Estados Unidos; con un alto grado de alteración humana y una variedad de fuentes contaminantes en la mayor parte de los tramos evaluados.

### Barrios

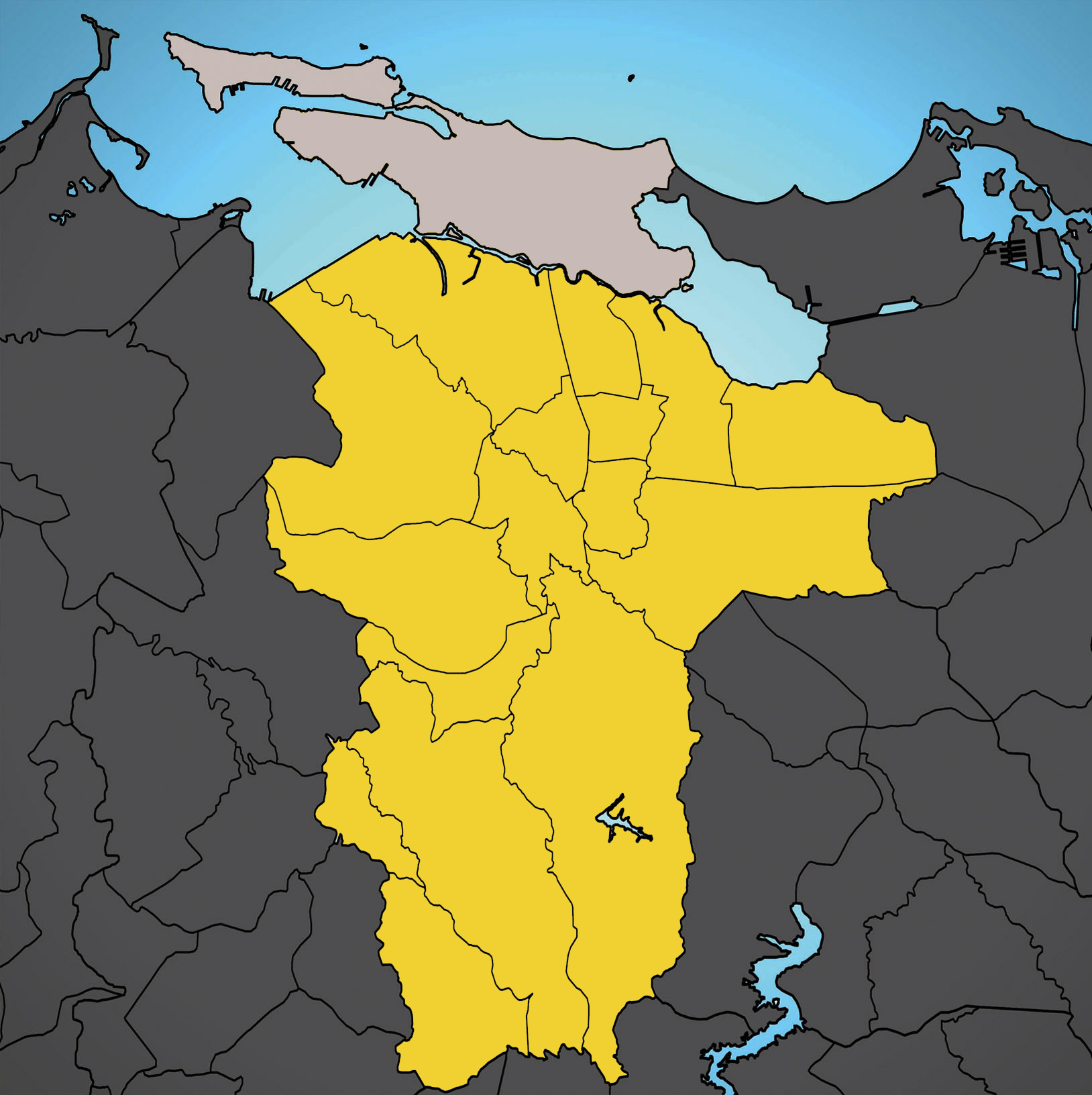
San Juan (gris claro) y Río Piedras (amarillo) antes de la anexión.

Río Piedras se dividió en 16 barrios o distritos, de las cuales comprendida en el anterior (hasta 1951) municipio de Río Piedras. Seis barrios se subdividen en subbarrios. Algunos han sufrido algunas modificaciones de límites territoriales.
- Caimito
- Cupey
- El Cinco
- Gobernador Piñero
- Hato Rey Central
- Hato Rey Norte
- Hato Rey Sur
- Monacillo
- Monacillo Urbano
- Oriente
- Río Piedras (pueblo)
- Quebrada Arenas
- Sabana Llana Norte
- Sabana Llana Sur
- Tortugo
- Universidad

## Demografía
Según el censo del año 2000, Río Piedras tenía una población de 332 344 habitantes, resultando dicha cifra mayor que la de cualquier municipio en Puerto Rico (excluyendo San Juan) y representando el 77 % de la población del municipio de San Juan.

## Transporte

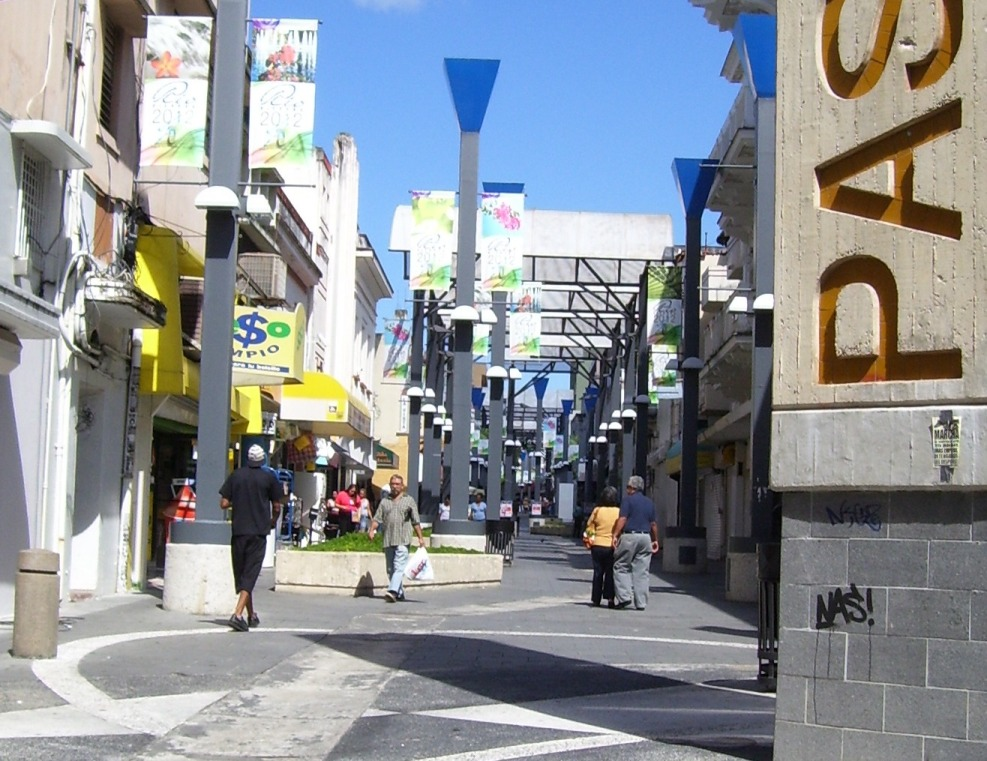
Paseo de Diego

Es además el mayor eje de transportación pública de Puerto Rico, ya que en su centro urbano se encuentran varias paradas del Tren Urbano (Estación Cupey, 
Estación Río Piedras, Estación Universidad), el Terminal de Capetillo de la Autoridad Metropolitana de Autobuses, el Terminal del Este (guaguas públicas hacia los municipios del este de Puerto Rico), la Plaza de la Convalecencia (guaguas públicas hacia los municipios del sur de Puerto Rico) y varias oficinas de Líneas donde se ubican rutas de guaguas públicas que parten hacia diferentes ciudades de Puerto Rico.

## Cultura
En el corazón de Río Piedras se encuentra la Avenida José de Diego, un paseo peatonal de un kilómetro de largo con tiendas y comercios. 
La Plaza del Mercado de Río Piedras es la más grande de su tipo en la isla y cuenta con una serie de puestos que ofrecen bienes y servicios.
La Avenida Ponce de León, con sus librerías, restaurantes y teatros pequeños, es un sitio popular para los estudiantes, profesores e intelectuales de la comunidad universitaria.

## Personas destacadas
- Chayanne, cantante
- Joaquin Phoenix, actor
- Luigi 21 Plus, cantante
- Myke Towers, rapero, actor y cantante
- Ñengo Flow, cantante
- Jhayco, cantante